# Таггеранонг (водохранилище)
Таггеранонг (англ. Lake Tuggeranong) — водохранилище в одноимённом округе Канберры, столицы Австралии.
Водохранилище было создано в 1987 году с целью спасения реки Маррамбиджи от приноса избыточных органических осадков и прочего донного мусора из Таггеранонг-Крик. Оно имеет в длину около 2,6 км, максимальную ширину 0,5 км, занимает площадь 0,57 км², расположено на высоте 568 метров над уровнем моря. На берегу расположен «городской центр» англ. Tuggeranong Town Centre. В южной, узкой, части водохранилище пересекают одна пешеходная и одна автомобильная дорожка (Soward Way). В северной части водохранилища расположены три маленьких лесистых острова. В Таггеранонге регулярно фиксируется опасный уровень концентрации цианобактерий, вызывающих цветение воды и сточных канализационных вод. Тем не менее на берегах обустроены зоны для купания, ловли рыбы, виндсёрфинга и плавания на безмоторных судах. Вдоль всего периметра водохранилища проложена велосипедная дорожка длиной 6,7 километра и два пеших маршрута по 7 и 10 километров.